# Канаджоері (місто, Нью-Йорк)
Канаджоері (англ. Canajoharie) — місто (англ. town) в США, в окрузі Монтгомері штату Нью-Йорк. Населення — 3660 осіб (2020).

## Демографія
Згідно з переписом 2010 року, у місті мешкало 3730 осіб у 1513 домогосподарствах у складі 978 родин. Було 1693 помешкання
Расовий склад населення:
| - 95,7 % — білих - 1,5 % — чорних або афроамериканців - 0,5 % — азіатів - 0,3 % — корінних американців - 0,1 % — вихідців з тихоокеанських островів |

До двох чи більше рас належало 1,4 %. Частка іспаномовних становила 1,8 % від усіх жителів.
За віковим діапазоном населення розподілялося таким чином: 23,7 % — особи молодші 18 років, 60,1 % — особи у віці 18—64 років, 16,2 % — особи у віці 65 років та старші. Медіана віку мешканця становила 41,4 року. На 100 осіб жіночої статі у місті припадало 95,1 чоловіків;  на 100 жінок у віці від 18 років та старших — 91,1 чоловіків також старших 18 років.
Середній дохід на одне домашнє господарство  становив 61 191 долар США (медіана — 50 031), а середній дохід на одну сім'ю — 64 046 доларів (медіана — 54 856). Медіана доходів становила 46 823 долари для чоловіків та 31 250 доларів для жінок. За межею бідності перебувало 21,1 % осіб, у тому числі 23,5 % дітей у віці до 18 років та 20,1 % осіб у віці 65 років та старших.
Цивільне працевлаштоване населення становило 1665 осіб. Основні галузі зайнятості: освіта, охорона здоров'я та соціальна допомога — 26,6 %, роздрібна торгівля — 21,7 %, виробництво — 14,8 %.